# Кецба

родовой знак (тамга) фамилии Кецба.

Ке́цба (абх. Қьецба (муж.), Қьец-ҧҳа (жен.), мн. ч.: Қьецаа) — древняя абхазская фамилия, представители которой проживают в Абхазии (ок. 120 чел.) и Турции в городе Адапазары и др. Наряду с другими двумя сотнями двадцатью двумя абхазскими фамилиями, имеет свой фамильный знак.
Также в Грузии существует мегрельская форма фамилии Кецба — Кецбая. Они являются потомками ассимилировавшихся в Зугдидском районе Грузии представителей этой фамилии. Численность представителей фамилии Кецбая достигает четырехсот и более.
Большинство представителей фамилии Кецбая считают себя менгрелами, признавая при этом своё Абхазское происхождение.